# ヴィラデッヘ・コートニー

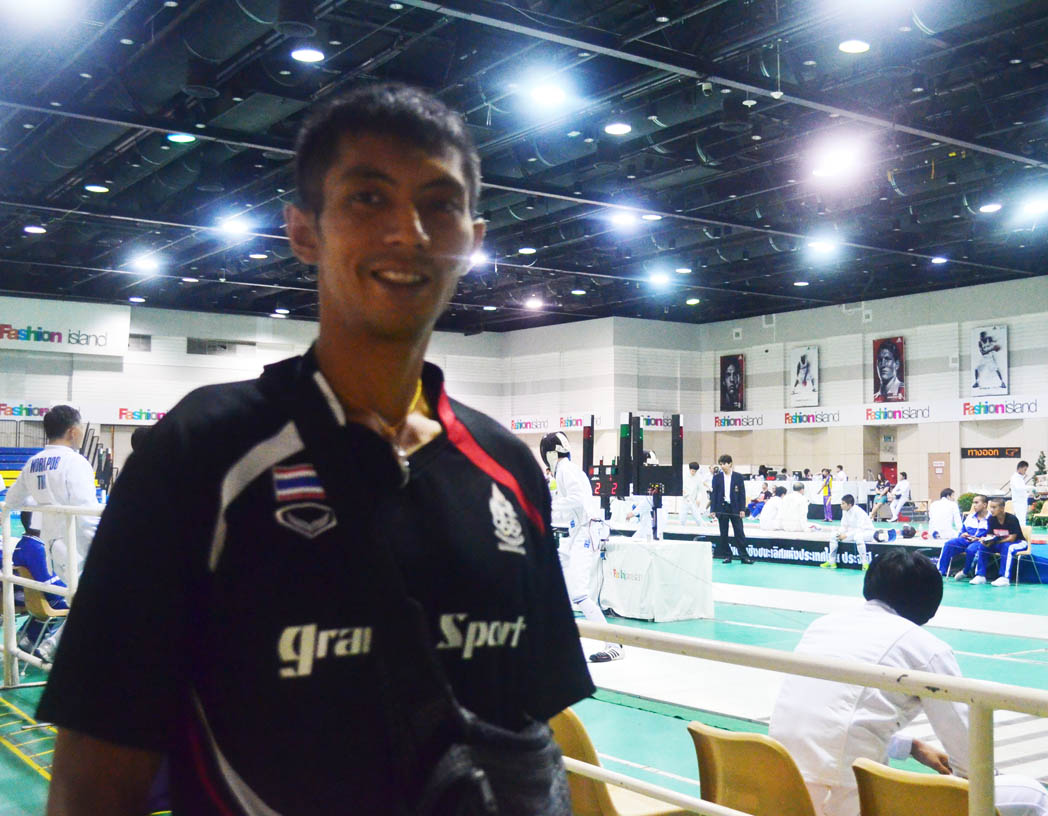
ヴィラデッヘ・コートニー

ヴィラデッヘ・コートニー（タイ語: วีระเดช โค๊ธนี, ラテン文字転写: Wiradech Kothny, 1979年5月10日 – ）は、タイのカーンチャナブリー県出身の男子フェンシング選手。ドイツ国籍を取得し、ドイツ代表およびタイ代表として国際大会で活躍した。

## プロフィール
コートニーは1979年にタイで生まれたが、1982年母親がドイツ陸軍少佐で南西ドイツ放送（SWR）のジャーナリストだったエリック・コートニーと結婚したことによりドイツ国籍を取得した。バーデン＝ヴュルテンベルク州のOeffingenやラインラント＝プファルツ州のコブレンツで育ち、コブレンツのスポーツクラブ"Coblenzer Turngesellschaft 1880"でフェンシングを始めた。
1999年度のフェンシングヨーロッパ選手権サーブル個人で金メダルを獲得、同年のシドニーオリンピックではサーブル個人、団体ともに銅メダルを獲得した。オリンピック表彰式の時、彼は表彰台にチームメートで交代要員だったエーロ・レーマンを招き、彼の銅メダルを贈った。このため彼はドイツ公共放送連盟（ARD）の"フェアプレー賞"を受賞したほか、大統領から"シルバーローレル"を授与された。2002年から母国タイのバンコク大学インターナショナルカレッジ、コミュニケーション専攻で学び始め、また、同年タイ人女性と結婚してタイの市民権を取得した。
2004年のアテネオリンピックにはタイ代表として出場、サーブル個人13位となった。2005年には長男が誕生した。2006年のアジア競技大会でサーブル個人と団体の2種目で銅メダルを獲得、2008年の北京オリンピックではサーブル個人25位に終わった。
コートニーはスマトラ島沖地震 (2004年)による津波被害の際は現地で観光客の支援と遺体の収容作業に携わった。その後、彼は犠牲者探索のためドイツのデュースブルクから派遣された災害救助隊I.S.A.R. Germanyの現地支援要員としてドイツ大使館を代表して働いた。
更にコートニーはタイ援助プロジェクトを立ち上げた。タイ南部のカオラックやバンバンサック復興の資金を募るためドイツで"Willi hilft e. V."を設立。荒廃した漁村の復旧作業は"死の洪水"の一週間後からタイ当局が障害物の除去を開始した。3か月後、バンバンサックに30戸の住宅が用意されて住民に引き渡され、後に20戸以上が追加された。支援プロジェクト"Willi hilft e. V."には15か国100人の市民が参加、集められた50万ユーロの寄付金はドイツ大使館の支援事業の資金となった。彼自身、2006年のアジア大会で得た1万ユーロの賞金を寄付した。
また、恵まれない海上ジプシーの利益のためにドイツ政府の病院建設プロジェクトに反対を表明した。このプロジェクトは海上ジプシーを強制退去させる必要があり、ドイツ大使館の代表団は病院の建設場所に困っていた。
コートニーは2006年のスポーツマン・オブ・ザ・イヤーに選ばれたほか、南西ドイツ放送の番組"今年の人物"に招待された。その後コートニーはボート住居の建設、リゾート、建設資材会社、工芸品などで生計を立てるバンバンサックの将来を構想した。学習障害を持つ子供たちのための学校を立ち上げ、彼の財団は"フィリッパの天使"賞を授与された。
コブレンツでは災害救助への貢献が認められ、"ゴールデン・ブック"に名を連ねたほかラインラント＝プファルツ州のクルト・ベック首相から"津波勲章"を授与され、タイの外相からは"よきサマリア人"賞を授与された。